# 龙市乡
龙市乡，是中华人民共和国湖南省郴州市安仁县下辖的一个乡镇级行政单位。

## 行政区划
龙市乡下辖以下地区：
柱古团村、峰南村、山峰村、亭子坪村、金盆村、玉峰村、田心村、杨柳村、双泉村和石冲村。